# Monégonde de Chartres
 (juillet 2021).
Monégonde, tourangelle du VIe siècle, n'est connue que par un texte unique, une Vita très stylisée qui constitue le chapitre XIX de La Vie des Pères de Grégoire de Tours et un résumé, très suggestif, qui constitue le chapitre 24 de la Gloire des Confesseurs. Elle fait partie de ce groupe de personnages que Grégoire a dû connaître de près et dont il relate l'existence exemplaire dans un but d'édification religieuse autant que d'histoire.

## Éléments biographiques et hagiographiques

### Monégonde à Chartres
Monégonde est originaire de Chartres. Elle est mariée et mère de deux filles qui meurent prématurément,. Inconsolable dans le monde, mais craignant que son chagrin persistant ne soit une offense à Dieu, elle rejette ses vêtements de deuil et fait installer une cellule où elle se retire dans la prière et le jeûne. Sa seule nourriture consiste désormais en un pain fait de farine d'orge et de cendres mêlées qu'elle cuit elle-même.
Un miracle vient rapidement authentifier cette conversion. Sa servante – chez Grégoire de Tours les saints de bonne naissance, même lorsqu'ils renoncent à tout, conservent au moins un esclave ou un serviteur – la quitte, lassée de son abstinence. Manquant d'eau pour pétrir son pain, Monégonde met sa confiance en Dieu et, à sa prière, la neige se met à tomber qu'elle peut recueillir sur le rebord de sa fenêtre.
Mais c'est un autre miracle qui va décider de sa carrière. Alors qu'elle se promène dans le jardin qui jouxte sa cellule, une voisine qui mettait du blé à sécher sur le toit de sa maison la regarde avec une curiosité indiscrète – et devient aussitôt aveugle. Monégonde est désespérée : « Malheur à moi si pour une minuscule offense faite à ma petitesse, d'autres ont les yeux fermés ! » Elle se jette en prières, puis, touchant la femme et faisant le signe de croix, elle lui rend la vue.
L'aventure fait du bruit. Elle est contrainte à son corps défendant d'intercéder pour un sourd qu'on lui amène et qui est pareillement guéri. Glorifiée par ses proches, craignant de succomber à la vanité, elle abandonne sa maison, son mari et sa famille pour se rendre à Tours, auprès du tombeau de saint Martin.

### Le miracle d'Esvres
Sur son chemin, elle s'arrête à Esvres (Evena) où l'on est en train de célébrer la vigile de saint Médard dont l'église possède des reliques. Après une nuit de prières, au cours de la messe du lendemain, elle voit venir à elle une jeune fille, « gonflée par le venin d'une pustule maligne » qui se jette à ses pieds en disant : « Aide-moi, car une mort cruelle s'efforce de m'arracher la vie ! » A son habitude, Monégonde se prosterne, supplie Dieu, puis, se relevant, fait un signe de croix. « Il en résulta l'ouverture de la tumeur qui se fendit en quatre, le pus s'écoula et la mort abandonna cette jeune fille ». Il n'est pas inutile de remarquer ici la précision quasi-chirurgicale avec laquelle Grégoire rapporte la guérison.

### Monégonde à Tours
Arrivée à Tours, elle rend grâces à Dieu de pouvoir contempler de ses  yeux le tombeau de saint Martin, puis s'installe à proximité « dans une petite cellule » pour jeûner et prier. Les guérisons reprennent : la fille d'une « certaine veuve » (assurément quelqu'un de notable) est guérie de la contracture de ses mains (un mal très courant dans la littérature hagiographique du haut Moyen Âge).
Ici se place un incident: le mari, ayant entendu parler de la réputation de son épouse, réunit amis et voisins pour la ramener de force à Chartres. Elle retrouve donc sa première cellule, y multiplie jeûnes et prières (ce sont ses armes de prédilection), puis, se sentant prête, implorant le secours de saint Martin, elle reprend le chemin de Tours. Le mari n'insiste pas (c'est d'évidence un miracle à mettre au crédit de saint Martin). On a surtout l'impression que Grégoire tient à justifier Monégonde, en faisant appel au plus incontestable des saints, du fait qu'elle a tout de même abandonné son mari et sa famille.
Monégonde va désormais s'entourer d'un petit groupe de femmes qui mène, à l'ombre du tombeau de saint Martin, un genre de vie monacal dont Grégoire nous décrit quelques traits : prière et accueil des malades, nourriture réduite au pain d'orge, du vin coupé d'eau les jours de fête, des nattes de jonc pour toute literie,...
Les miracles se succèdent : une fille couverte d'ulcères qui avait été « engendrée, comme on dit parfois, pour faire du pus »  est guérie lorsque Monégonde enduit ses plaies de salive ; un jeune homme qui souffre des morsures de serpents venimeux engendrés dans son corps après l'absorption d'une boisson « malfaisante » peut en être purgé après que Monégonde lui a palpé le ventre pour localiser les reptiles, posé une feuille de vigne enduite de salive au bon endroit et fait le signe de la croix ; une aveugle est guérie de la cataracte par imposition des mains...
Lorsque Monégonde est sur le point de mourir, ses compagnes la supplient de bénir de l'huile et du sel qu'elles pourront donner aux malades qui viendraient solliciter du secours.
Elle est ensevelie dans sa cellule même. Grégoire rapporte toute une série de guérisons obtenues sur son tombeau, souvent avec l'aide de l'huile et du sel miraculeux.

## Monégonde et l'hagiographie
Du point de vue d'une typologie mérovingienne des saints, Monégonde participe (au féminin) du modèle du saint intercesseur. Tous ses miracles exigent qu'avant toute chose elle prie et implore Dieu pour celui qui veut en bénéficier. Et c'est sa vie exemplaire, tout entière centrée sur l'oraison et l'abstinence, qui donne son efficacité à son intercession. Dieu et saint Martin (n'oublions pas que nous sommes à Tours), en égard pour ses mérites, exaucent la prière qu'elle leur adresse au profit de tiers.
Sans appartenir à l'aristocratie, ce que Grégoire n'eût manqué de souligner, Monegonde vient d'une famille aisée. « Appelée » à la sainteté après un drame personnel, elle répond par une véritable conversion (soulignée dans le texte par toute une série de références scripturaires dont la succession a valeur d'analyse psychologique et un miracle qui en constitue pour ainsi dire le sceau théologique). La conversion implique idéalement d'une part le renoncement aux facilités de la vie mondaine, d'autre part la rupture avec sa famille « naturelle » au profit de cette famille spirituelle qu'est l'Église. Monégonde remplit la première condition en s'imposant l'austérité et l'humilité (elle s'abaisse jusqu'à travailler de ses mains au moins pour pétrir son pain), mais sans jamais aller aux excès de la mortification. La seconde s'est avérée plus problématique, car  dans un monde où, à moins d'appartenir aux couches les plus hautes de l'aristocratie, la femme ne jouit que d'une liberté limitée, elle a besoin du soutien spécial de saint Martin pour parvenir à ses fins.
Les miracles de Monégonde, sans être d'une grande originalité, s'inscrivent dans un système thaumaturgique assez caractéristique du pèlerinage de Tours. Il faut les comparer, par exemple, avec ceux qu'accomplit à la même époque le taifale Sénoch, une personnalité pourtant fort différente. Ils se poursuivent après sa mort. Car dans l'hagiographie mérovingienne, plus qu'à toute autre époque, ce sont les miracles post mortem qui authentifient la sainteté du défunt. Mais à Tours ils participent aussi à l'activité générale du pèlerinage martinien, toute sainte tombe y devenant une sorte de relais du tombeau central de saint Martin.
Un miracle curieux illustre cette complémentarité des saints. Un aveugle, priant sur le tombeau de la sainte, s'endort. Celle-ci lui apparaît en songe et lui dit : « Je me juge indigne d'être égalée aux saints ; cependant tu recouvreras ici la lumière d'un œil ; cours ensuite aux pieds du bienheureux Martin et prosterne-toi devant lui dans la componction de ton âme. Il te rendra l'usage de l'autre œil. » Les choses évidemment se passent ainsi.
Monégonde témoigne à la fois de sa sainteté personnelle (même si par humilité elle s'en défend) et de sa position, somme toute subordonnée, dans la familia martinienne.

## Monégonde dans l'histoire
Monegonde a dû arriver à Tours peu après 561 (la présence de reliques de saint Médard à Avoine donne un terminus post quem), à une époque où l'évêque Eufronius paraît avoir vigoureusement relancé le pèlerinage martinien et attiré dans sa cité bon nombre de vocations religieuses.
C'est à Luce Pietri, dans sa thèse sur Tours, que revient le mérite d'avoir su préciser la figure historique de la sainte.
L'accueil des malades et de toutes sortes de déshérités attirés par le plus important des sanctuaires thaumaturgiques de la Gaule a certainement posé de nombreux problèmes à l'Église de Tours. On sait qu'Euphrône de Tours et après lui Grégoire se sont activement préoccupés de la matricule des pauvres.
Qu'en était-il des malades et des infirmes ? Luce Pietri n'a pu trouver trace explicite à Tours d'un établissement spécialement destiné à les accueillir, un « xenodochium » comme il en existe dans d'autres cités. Ce rôle semble y être assuré par des monastères qui, comme la fondation de Monégonde, celle plus ancienne de saint Venant ou celle quasi contemporaine de Senoch à quelque distance de la ville, s'élèvent autour de la basilique de Saint-Martin.
Dans l'optique de Grégoire, toute guérison – retour à l'ordre perturbé par le mal ou le péché – est  peu ou prou un miracle. La stylisation hagiographique est donc par nature trompeuse, car elle met en vedette le miracle « instantané » et spectaculaire au détriment des soins répétés qui ont pourtant dû être la règle dans ces établissements.
L'atmosphère chargée de virtus martienne, la mise en scène de l'intercession, la prière et la gestuelle qui l'accompagne ont certes dû avoir leur efficacité psychosomatique. Mais il y a aussi dans ces monastères-hôpitaux une véritable « technicité » apportée au soin des malades.
Lorsque Monégonde pratique la palpation, use de compresses de salive ou d'huile bénite, masse les mains contractées, c'est bien d'une activité médicale qu'il s'agit. Parmi les  miracles post-mortem que relate Grégoire, celui de l'aveugle à moitié guéri que nous avons cité laisse penser que d'autres techniques, héritées de l'Antiquité, comme l'incubation dans le sanctuaire, avaient leur place dans le dispositif tourangeau.
Il faut donc voir en Monégonde une femme pieuse qui, répondant à l'appel de l'évêque Eufronius, vient à Tours pour fonder et diriger de manière exemplaire un de ces monastères-hôpitaux indispensables au bon fonctionnement du pèlerinage. Cette fonction caritative l'intègre au dispositif ecclésiastique et en fait, après sa mort plus encore de son vivant, un membre éminent de la familia martinienne.
Selon Grégoire, la famille se glorifie des miracles de Monégonde et que c'est sa réputation grandissante qui incite son mari à vouloir la récupérer. La famille songerait-elle à profiter elle-même de son don de guérison ?  Une autre question surgit aussitôt. Monégonde a-t-elle appris à Tours même l'ensemble de ses techniques de guérison, ou a-t-elle apporté à l'Église d'Eufronius un savoir acquis dans la vie laïque ? Le miracle très « professionnel » de l'église d'Avoine oblige à poser la question. Nous n'avons malheureusement aucun moyen d'y répondre.

## Le culte de Monégonde
On admet généralement que Monégonde est morte avant 573, car rien n'indique dans le texte que Grégoire, du moins dans ses fonctions épiscopales, l'ait personnellement connue ; mais l'argument n'est peut-être pas décisif.
Quoi qu'il en soit, obscurément et sans doute modestement, sa fondation a survécu bien longtemps à l'épuisement de son huile bénie : elle paraît mentionnée pour la dernière fois en 1031 dans un diplôme de Robert le Pieux. À une date inconnue, son corps a été transféré au monastère de Saint-Pierre-le-Puellier où il est resté jusqu'à la profanation du tombeau par les Protestants en 1562.
Immédiatement après sa mort, son tombeau devenu martyrium est recouvert d'une palla auquel Grégoire fait allusion, probablement entouré d'un chancel, et naturellement accessible aux fidèles. Il est probable que Grégoire lui-même ait institué des vigiles en son honneur. En tous cas, son nom apparaît à la date du 2 juillet dans les ajouts gallicans au martyrologe hiéronymien et cette date ne peut être que d'origine tourangelle.
Il est notable que le martyrologe romain lui ait accordé (d'après Grégoire sans doute) le qualificatif de confesseur, très rare pour une femme.
Dans son diocèse d'origine, elle est mentionnée sans plus dans la liturgie chartraine, mais l'église Sainte-Monégonde, église paroissiale d'Orphin, aujourd'hui dans les Yvelines, lui est dédiée.
Aujourd'hui, la mémoire de Monégonde est célébrée dans l’Église catholique le 2 juillet.
Monégonde porte le titre de « Confesseur » (témoin du Christ), ce qui est rarissime pour une femme.

## Monégonde, de Tours à Chimay
Des reliques de sainte Monégonde ont été déposées à Chimay, en Belgique actuelle, soit par le comte Erlebold au IXe siècle, soit par Gérard de Brogne au Xe siècle (un mouvement semblable est attesté pour des reliques de saint Venant de Tours, déposées à Couvin). Un chapitre de chanoines desservait la collégiale abritant les reliques de la sainte,.